# Troldebjergbopladsen
Troldebjerg, boplads på Sydlangeland fra begyndelsen af bondestenalderen, ca. 3250 f.Kr., udgravet 1930-36 af Jens Winther, hvis fund af hustomter dog senere er anfægtet. Det rige fundmateriale er udstillet på Langelands Museum i Rudkøbing. Troldebjerg er en af de typiske langelandske hatbakker, og her lå der en boplads under tragtbægerkulturen. Stedet lå strategisk godt med stort udsyn og var beskyttet af søer på begge sider. Den ene af søerne er drænet væk, men Gammellung mose findes stadig. I mosen har der sandsynligvis været udlagt ofringer. Troldebjerg er den største danske stenalderboplads, og giver derfor en indsigt i datidens landsbysamfund i en større grad end andre bopladser fra samme periode.